# Crise politique de 1881 au Japon

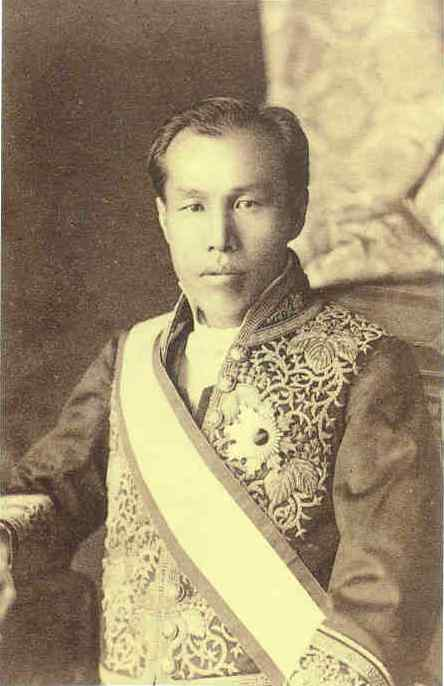
Okuma Shigenobu.

La crise politique de 1881 ou crise politique de l'année 14 de l’ère Meiji (明治十四年の政変, Meiji Jūyon-nen no seihen) est une crise politique opposant le ministre des Affaires intérieures Itō Hirobumi au ministre du Trésor Ōkuma Shigenobu. Itō est alors favorable à un régime autoritaire prenant modèle sur la Prusse, alors qu'Ōkuma est lui favorable à un modèle plus libéral prenant modèle sur le Royaume-Uni.
Au profit d'un scandale politico-financier portant sur des ventes suspectes de biens du bureau de colonisation de Hokkaidō, Itō accuse Ōkuma de comploter contre le gouvernement et obtient son renvoi. Il démissionne le 12 octobre 1881. 